# Aurore (papillon)
Anthocharis cardamines
Pour les articles homonymes, voir Aurore.
Espèce
Statut de conservation UICN

 LC : Préoccupation mineure
L’Aurore (Anthocharis cardamines) est une espèce de lépidoptères (papillons) de la famille des Pieridae, de la sous-famille des Pierinae et du genre Anthocharis.

## Noms vernaculaires
- En français : l'Aurore (m.) ou la Piéride du cresson.
- En anglais : Orange tip.
- En allemand : Aurorafalter.
- En néerlandais : Oranjetipje.
- En espagnol : Mariposa aurora ou Mariposa musgosa.
- En polonais : Zorzynek rzeżuchowiec.

## Description

### Papillon
Ce papillon a une envergure de 4 à 5 cm. Ce piéridé présente un dimorphisme sexuel très marqué : l'apex des ailes antérieures du mâle est orange bordé d'une petite bande noire alors que la femelle est blanche avec cette même bande à l'apex. Le revers des ailes postérieures est marqué de vert.

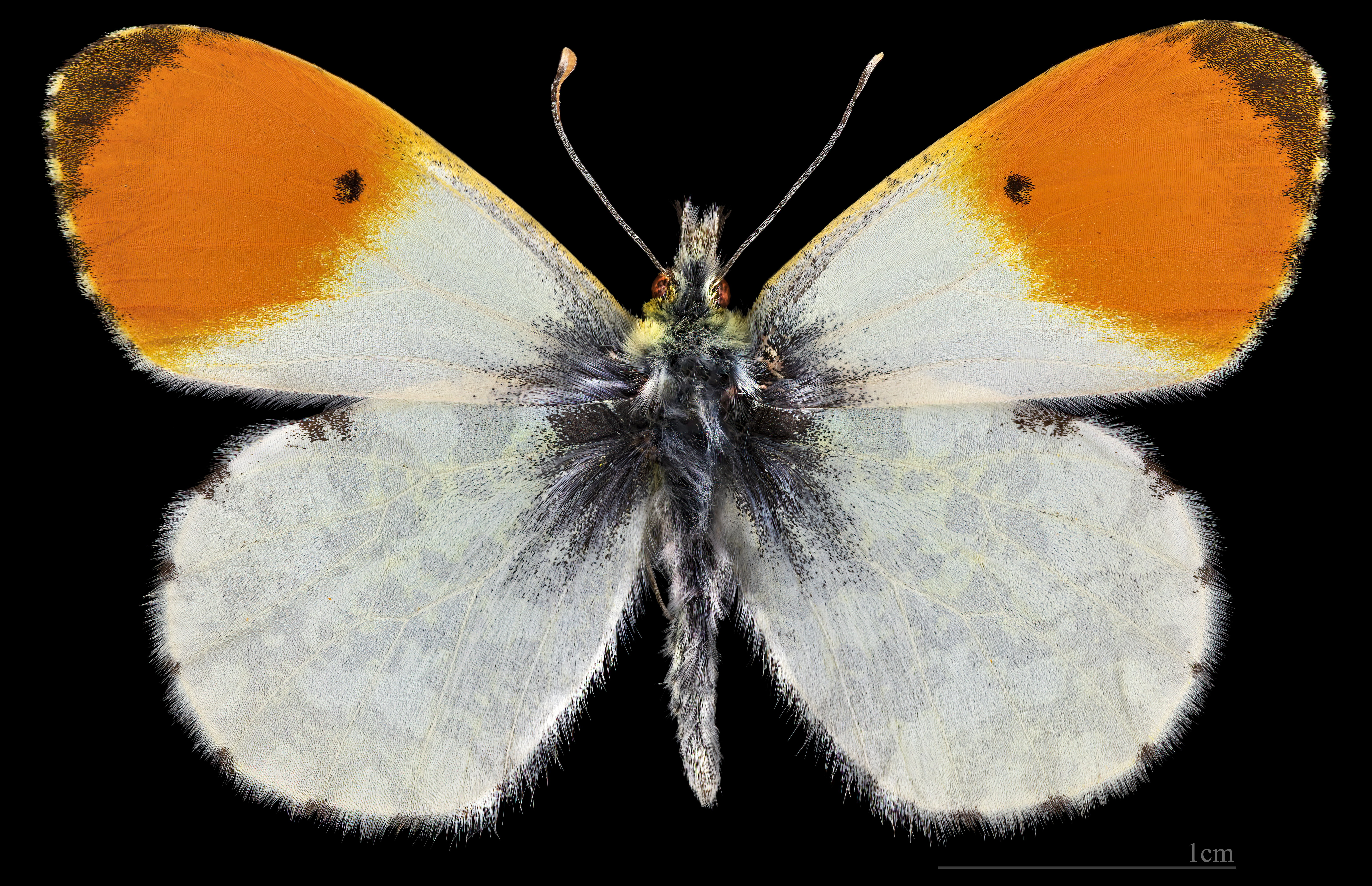
Anthocharis cardamines ♂  MHNT
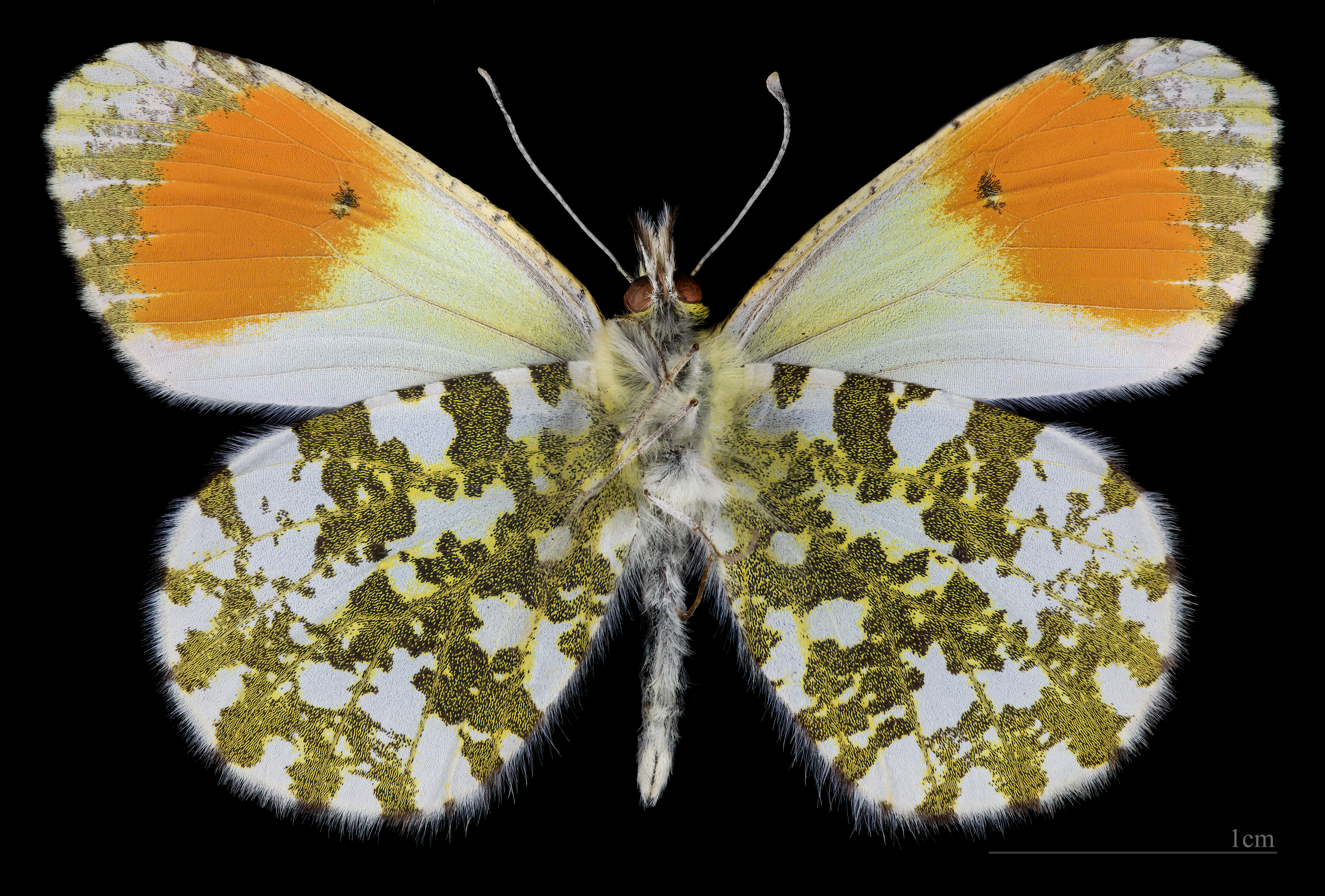
Anthocharis cardamines ♂  △ MHNT
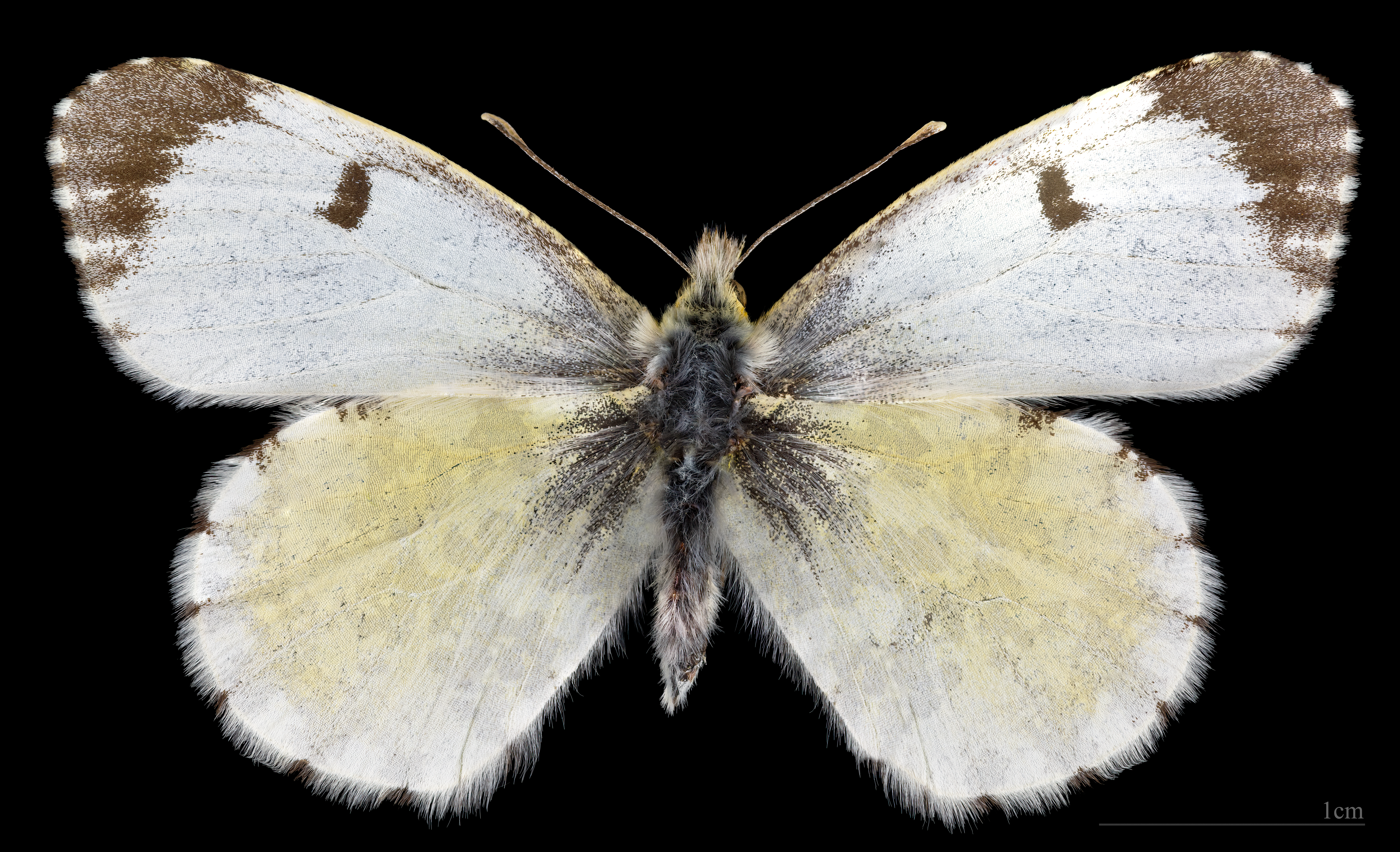
Anthocharis cardamines  ♀ MHNT
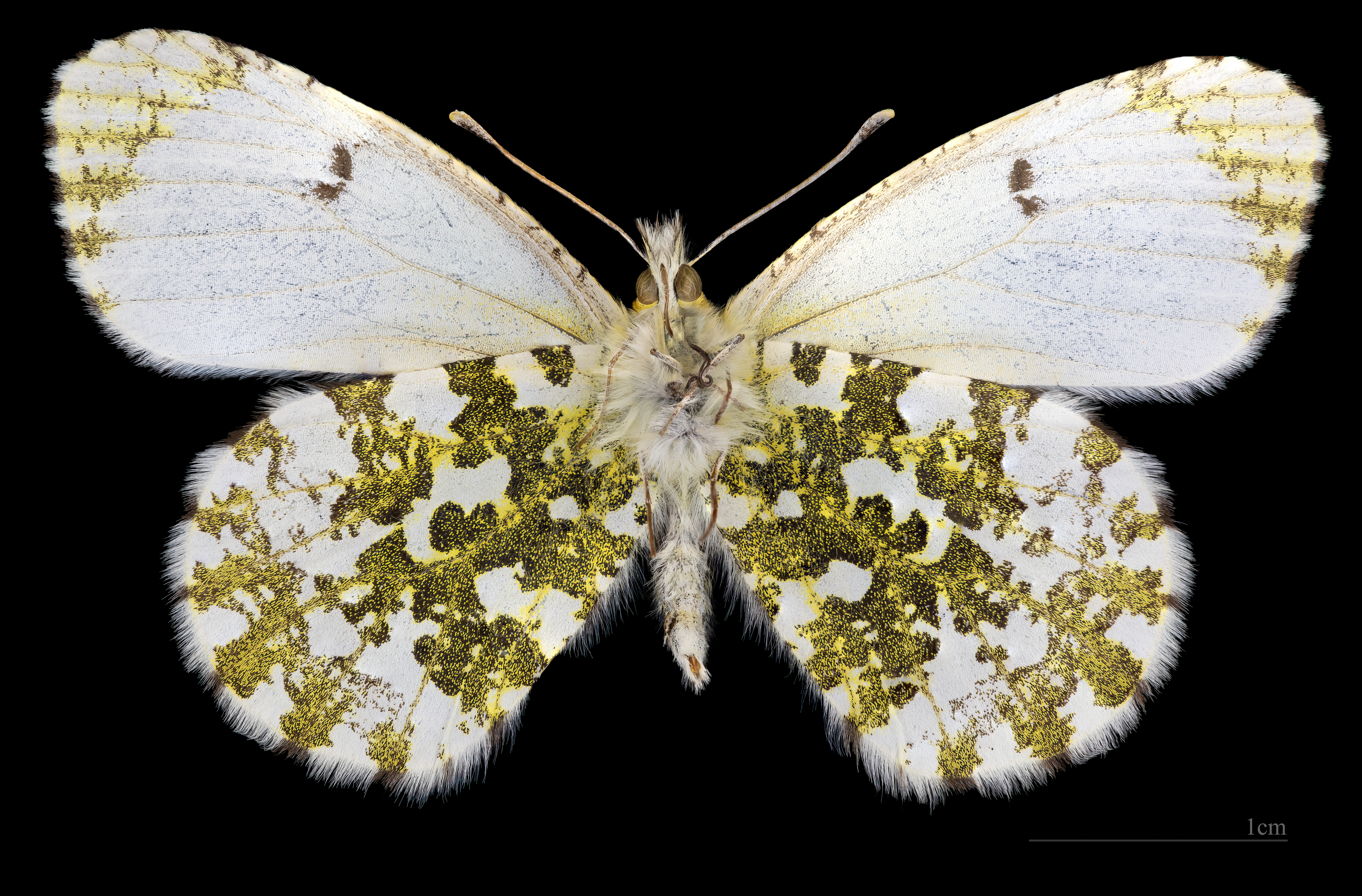
Anthocharis cardamines ♀ △ MHNT

### Chenille
La chenille est de couleur bleu-vert ou gris-vert sur le dos passant au blanc sur les côtés alors que la région ventrale est vert foncé.

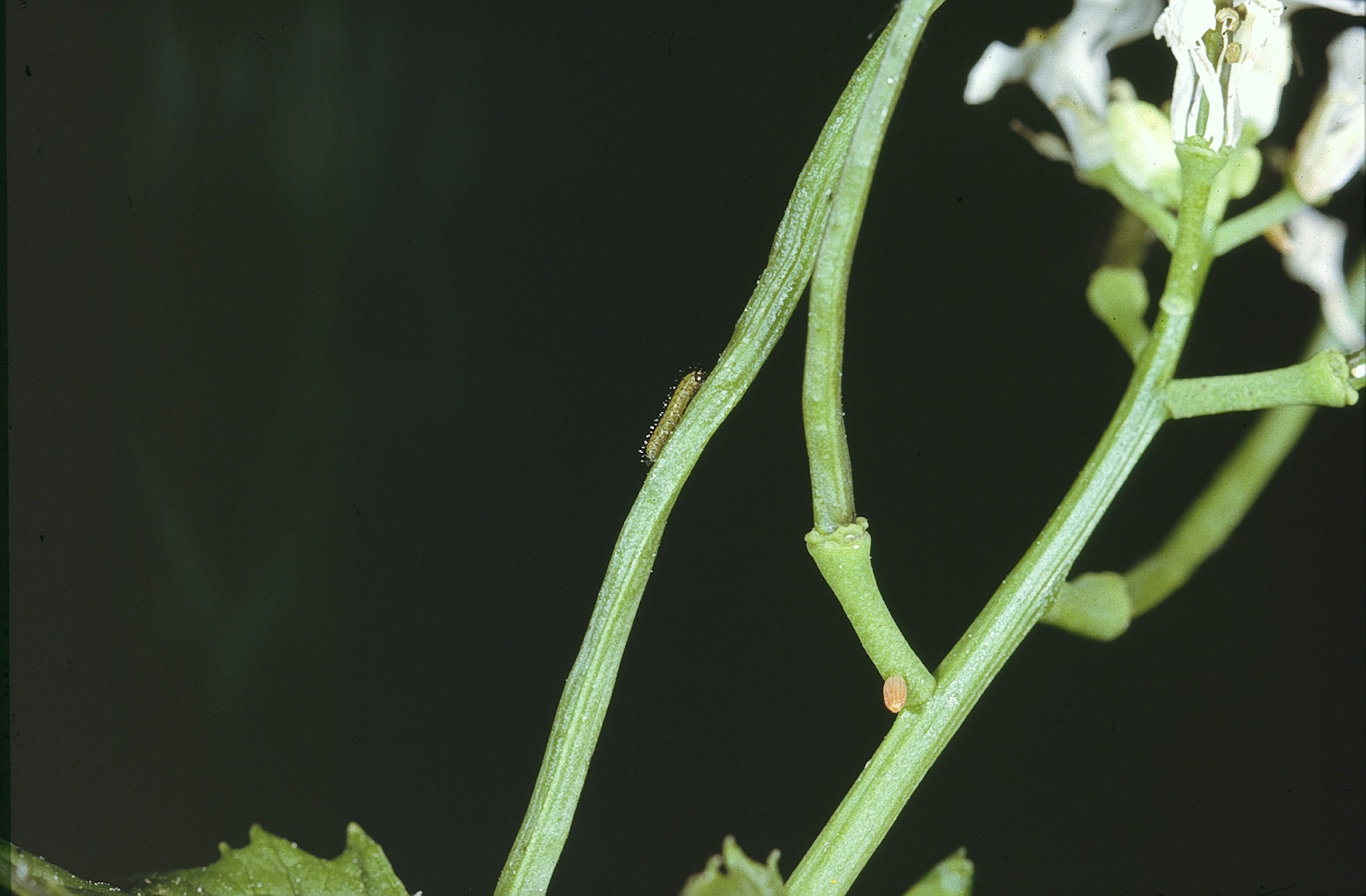
Jeune chenille sur Alliaire ainsi qu'un œuf orangé à la base d'une silique.
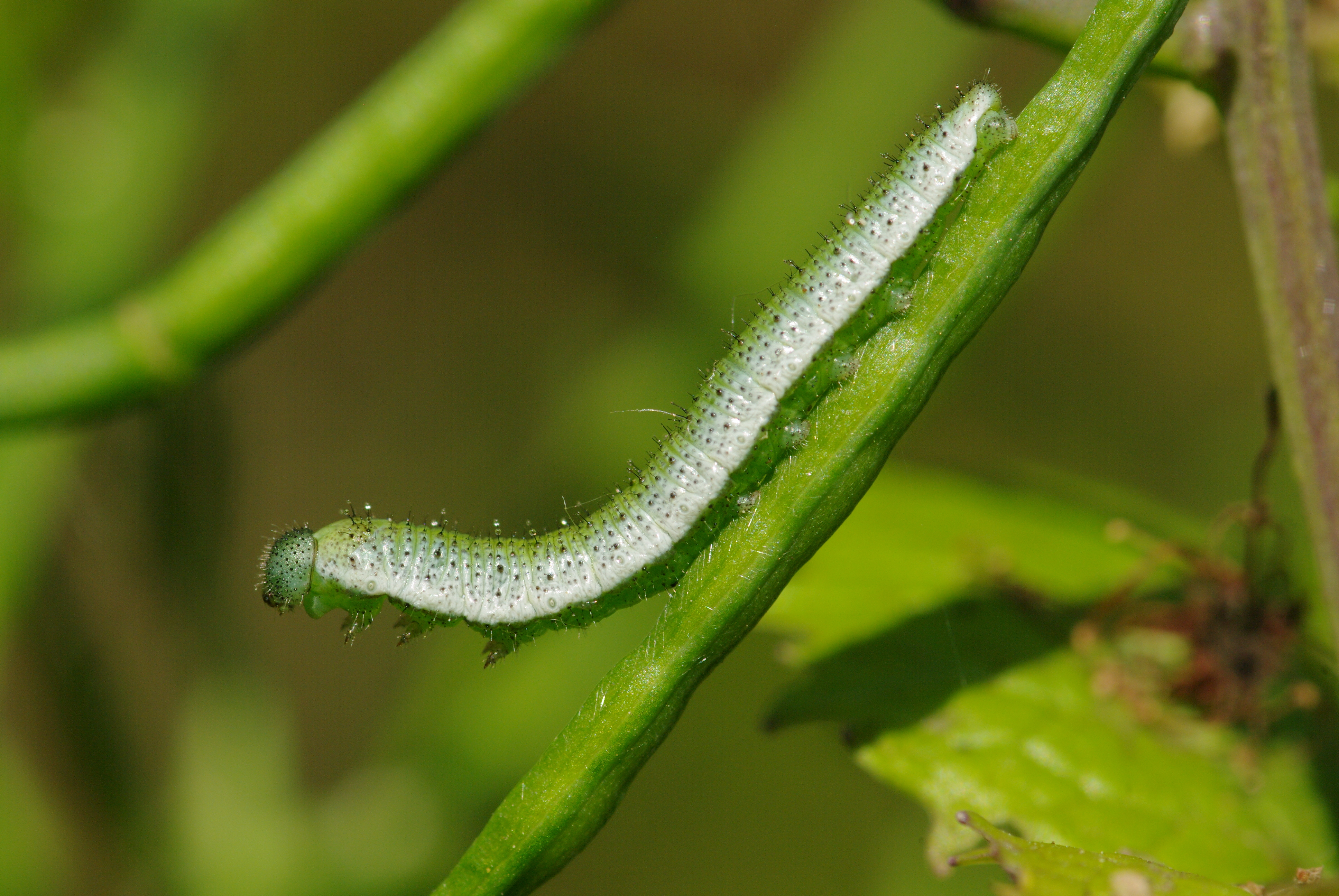
Chenille sur sa plante nourricière.
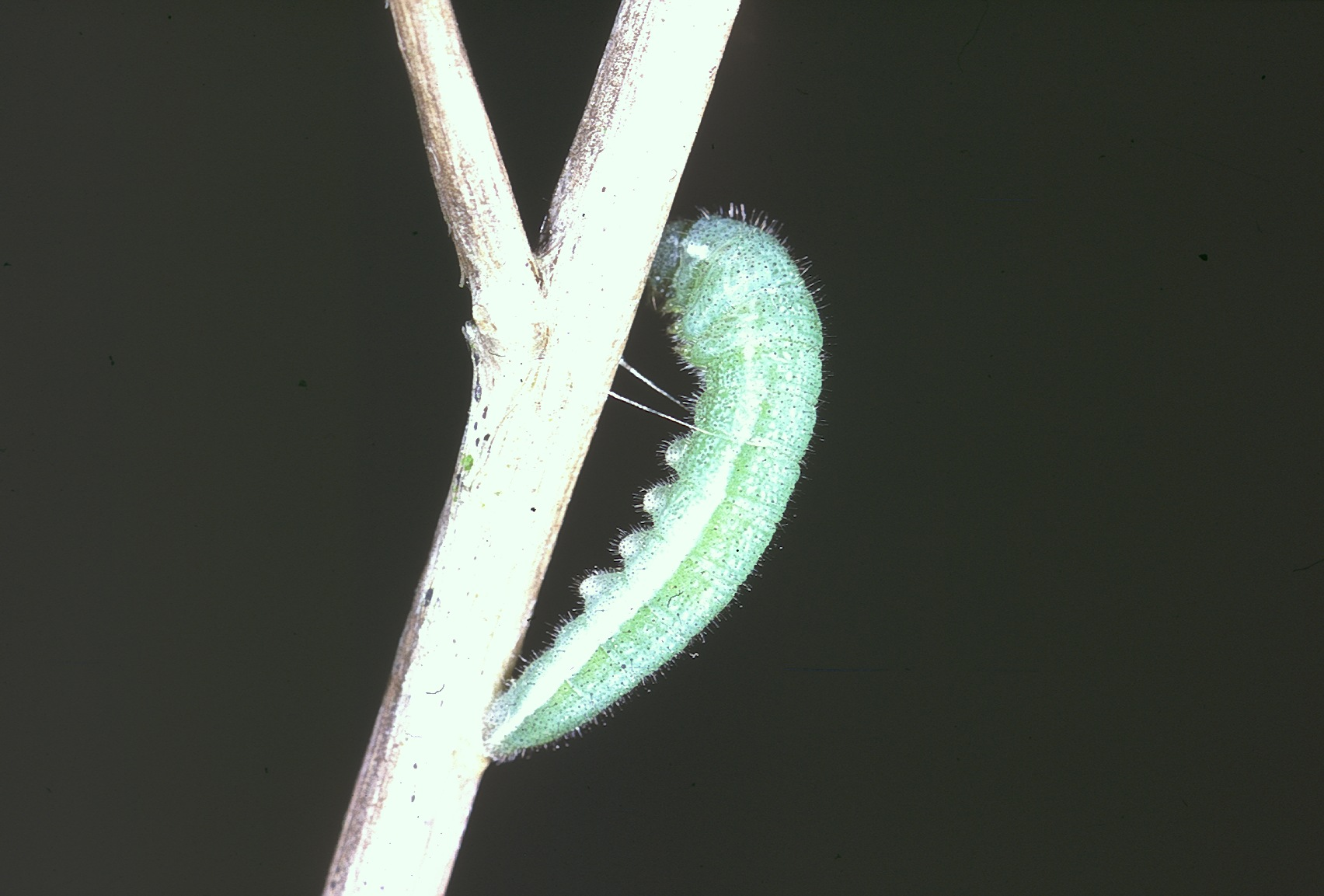
La chenille a engagé la phase nymphale entamant une profonde transformation.

### Chrysalide

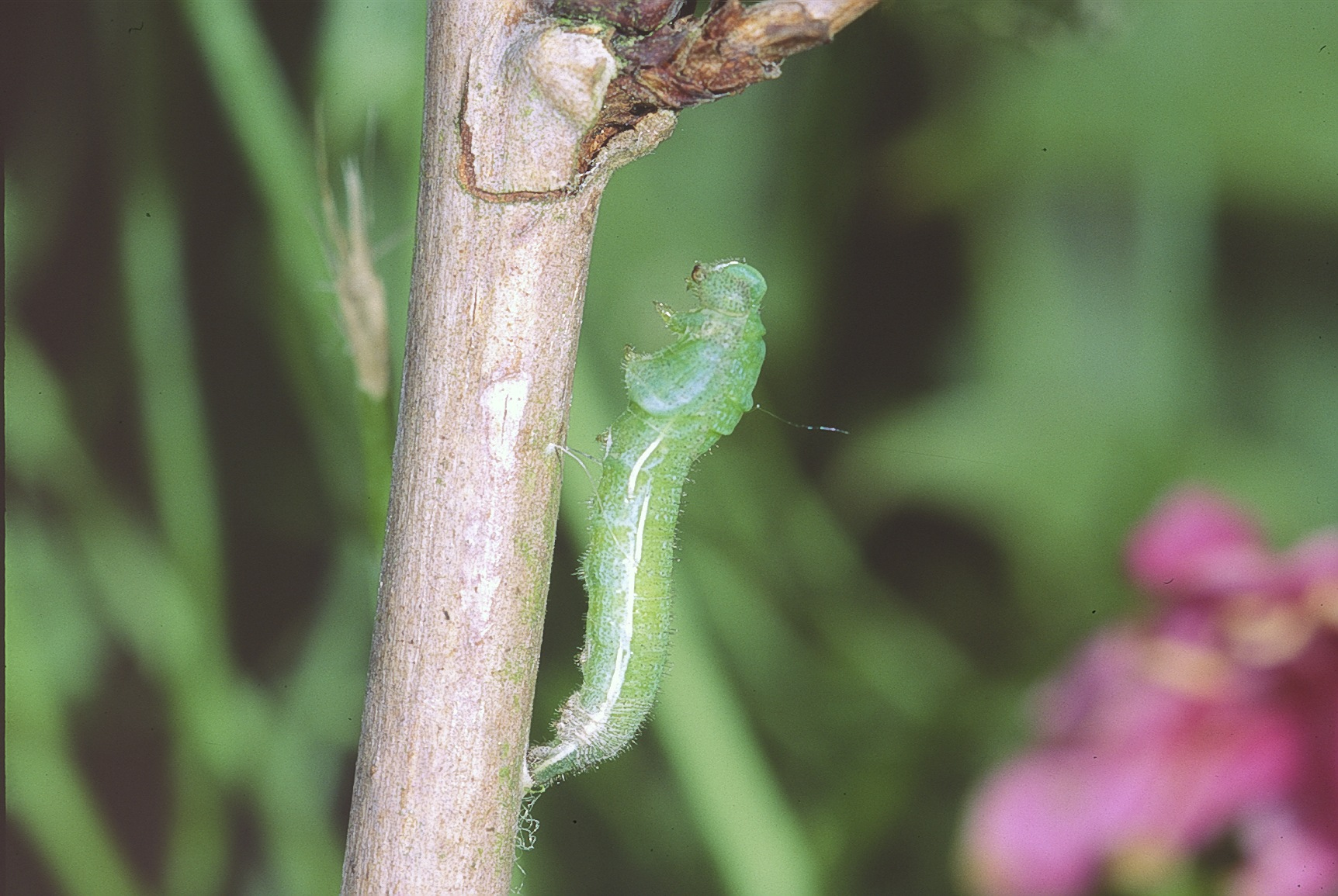
La chenille continue sa transformation.
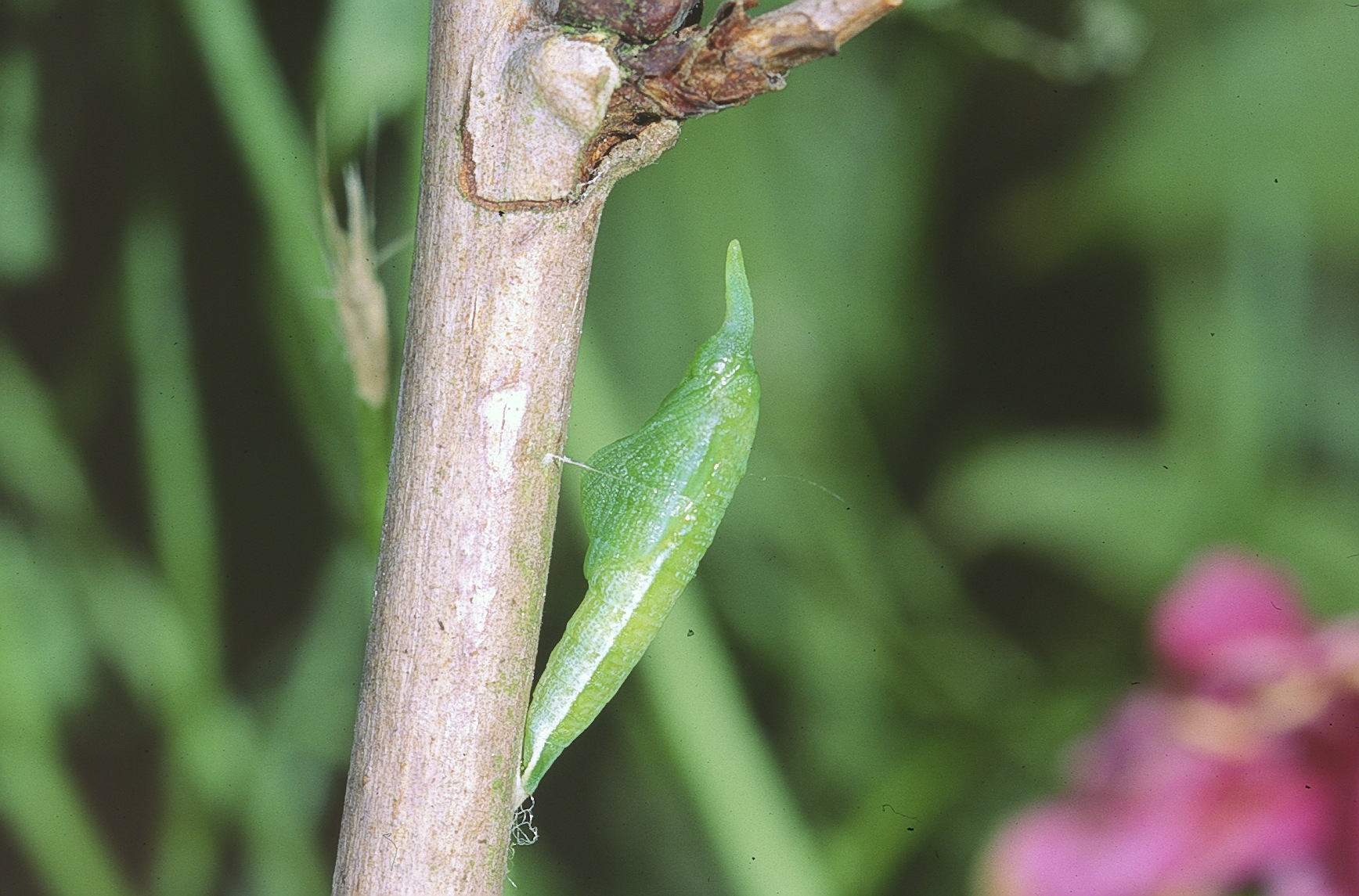
Liée à son support, la transformation se poursuit.
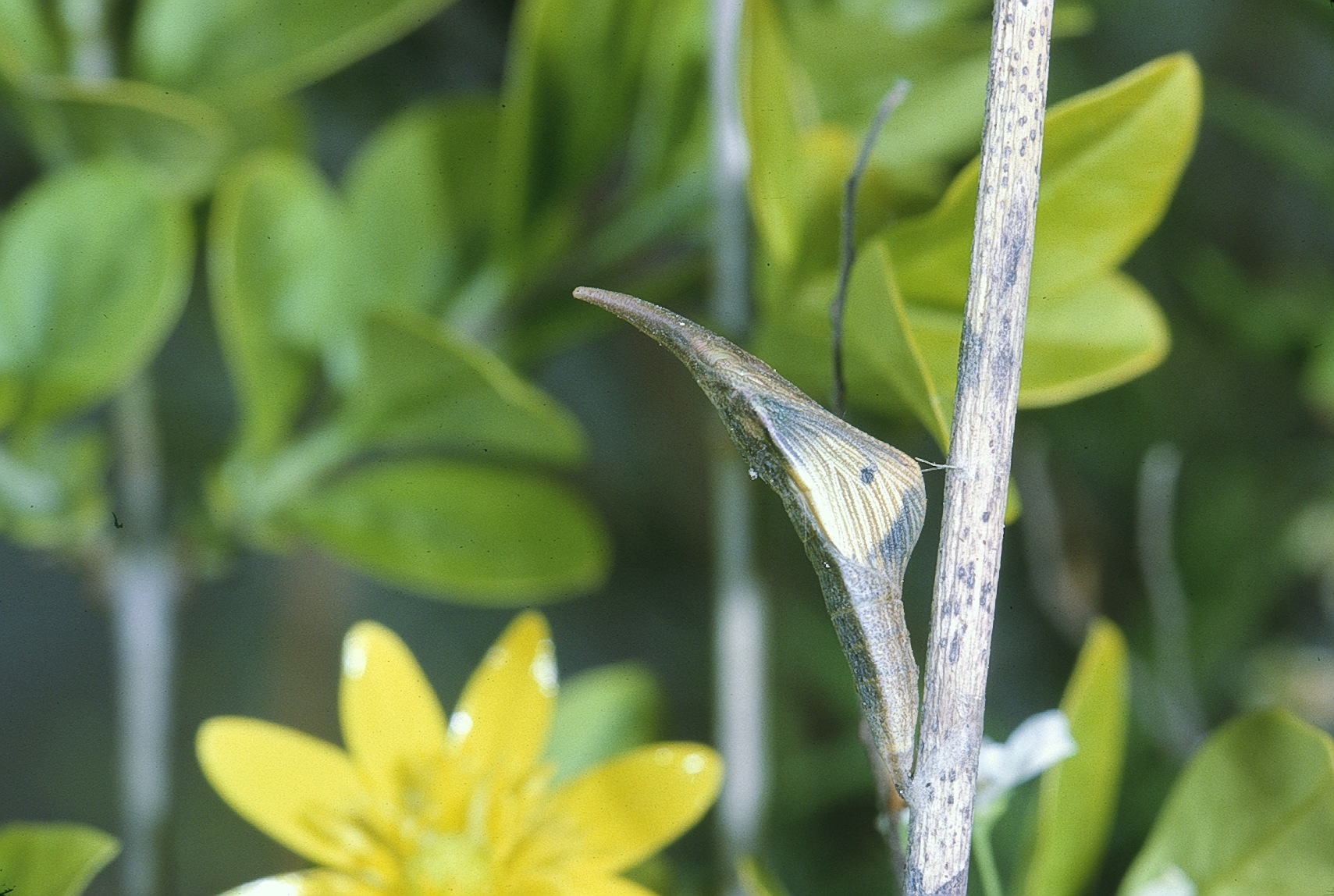
La chrysalide proprement dite a pris sa forme bien spécifique à Anthocharis cardamines et l'hibernation passée, la couleur d'un imago mâle se distingue au travers de la fine paroi.

## Biologie
Les œufs sont pondus isolément sur les pédoncules floraux en avril/juin ; d'abord blancs, ils deviennent jaunes puis orangés ; ils éclosent au bout d'environ une semaine selon le climat. Les chenilles d'abord orangées puis vert grisâtre s'observent de mai à juillet. Elles se nourrissent des siliques dont elles sont par ailleurs mimétiques. La nymphose se réalise en juillet. On trouve les chrysalides vertes ou brunes sur diverses branches ou tiges mais très rarement sur la plante nourricière. Selon les régions, l'imago s'observe de mars à juillet. L'accouplement des imagos dure une vingtaine de minutes, la femelle étant le plus souvent suspendue sous le mâle.

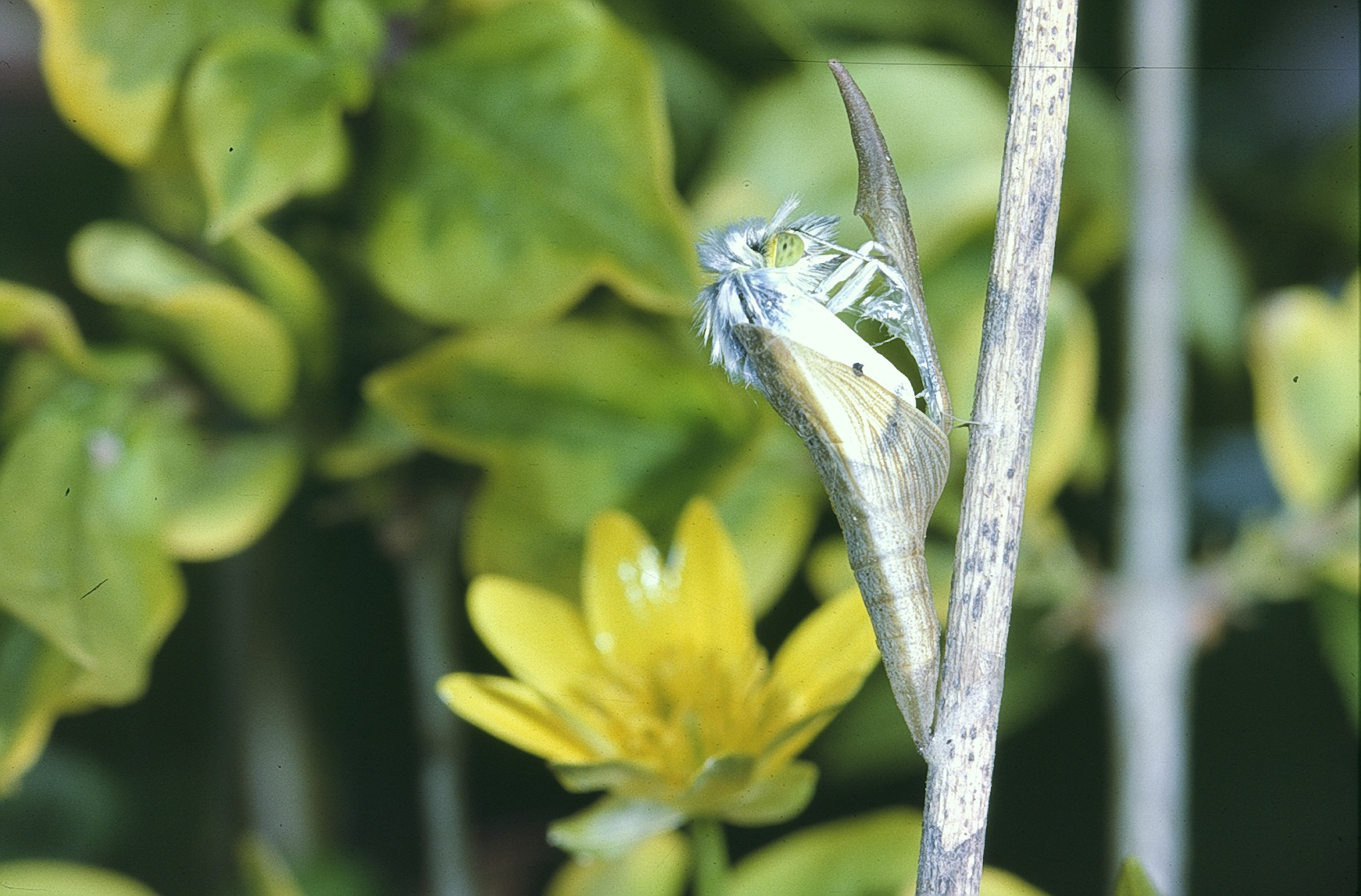
L'émergence se déclenche et ne dure que quelques secondes avant la libération totale de l'imago.
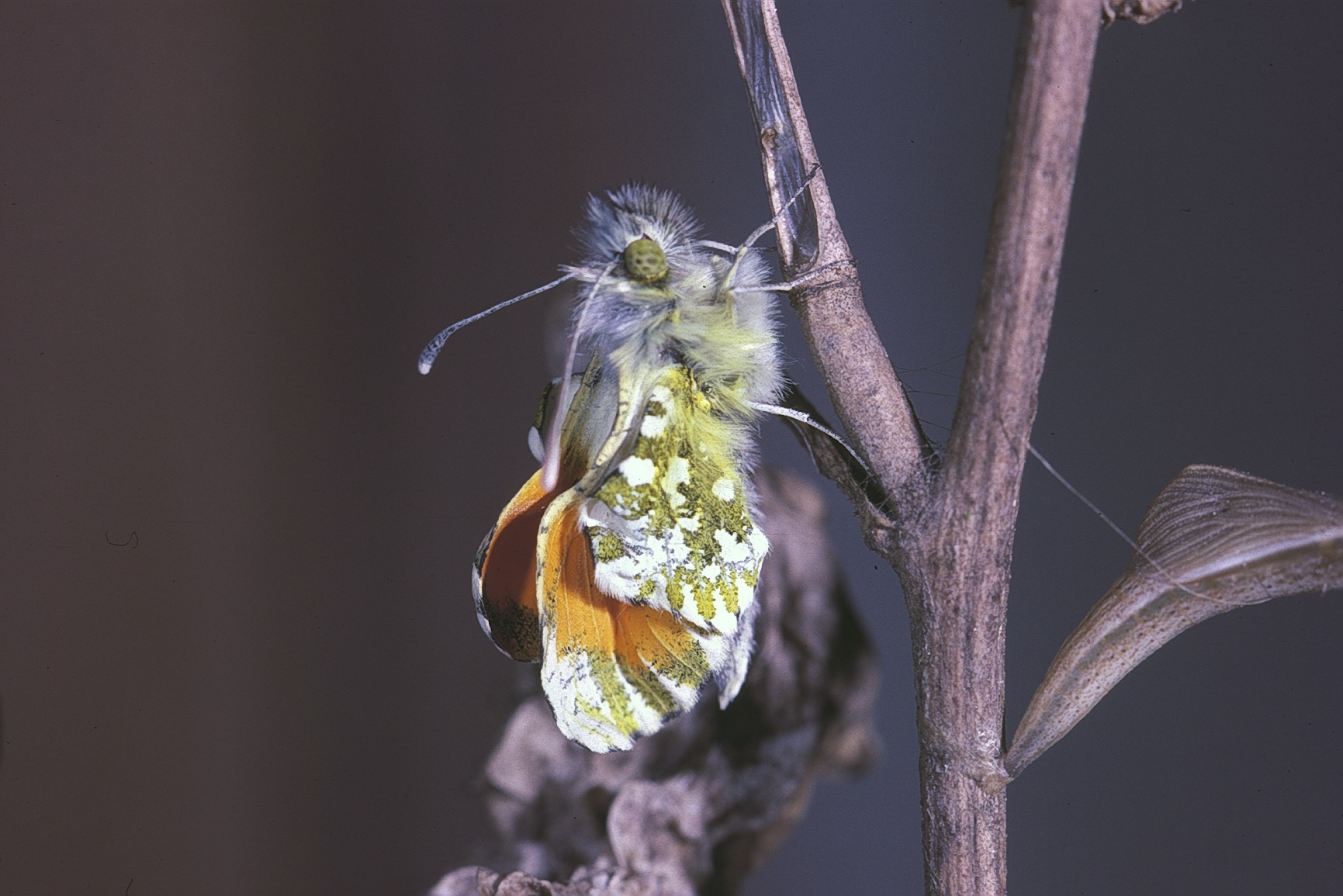
Les ailes encore chiffonnées, un imago mâle va s'exposer pour le séchage et le durcissement des ailes.
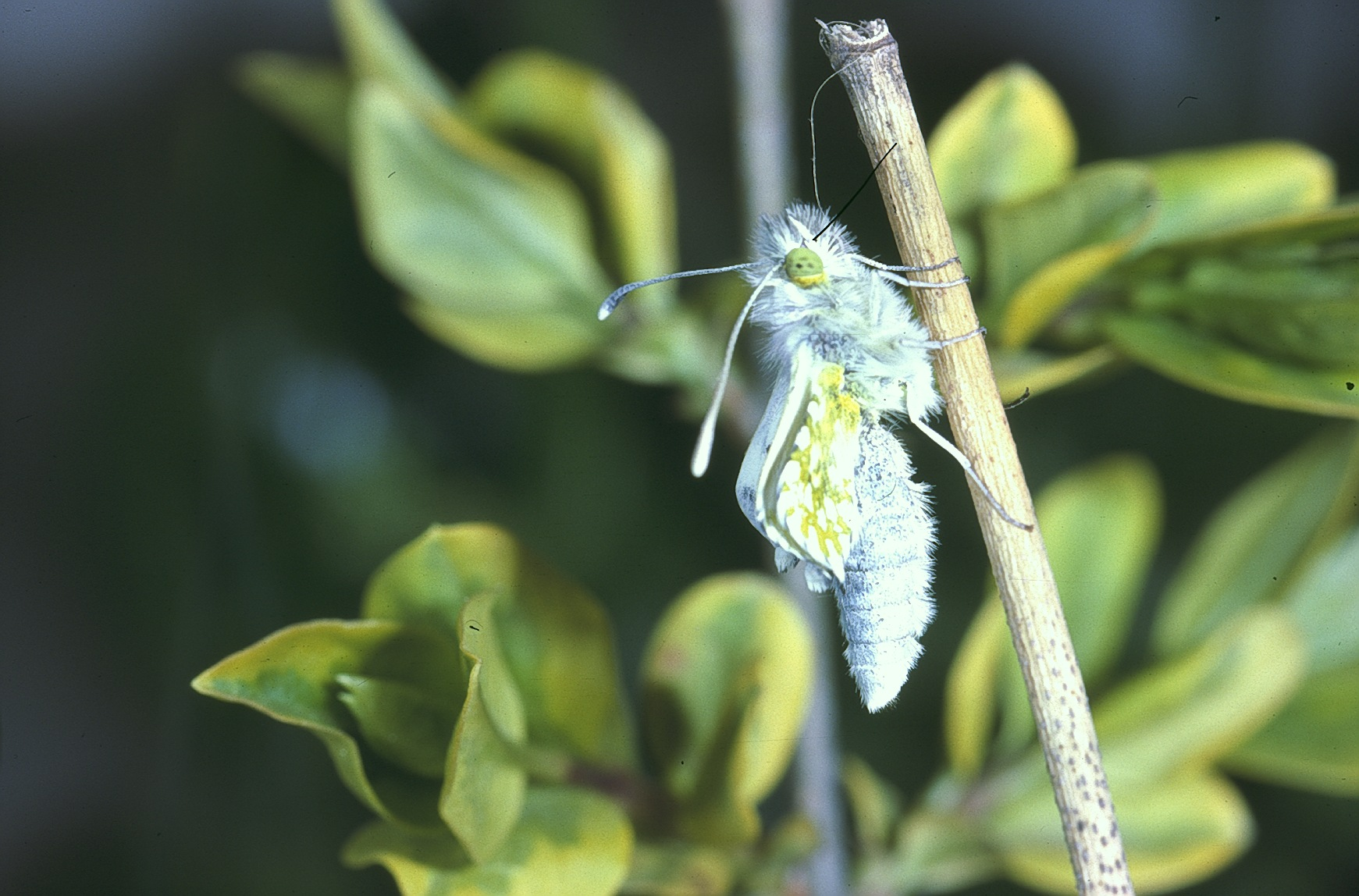
C'est au tour d'un imago femelle.
- L'émergence.

### Période de vol et hibernation
Les adultes sont visibles de mars à juillet (parfois plus tard en montagne), en une seule génération annuelle.
Ce lépidoptère hiverne dans sa chrysalide (stade nymphal).

### Plantes hôtes
Les plantes hôtes de la chenille sont des brassicacées (crucifères) comme des Cardamines : Cardamine des prés (Cardamine pratensis), Cardamine hirsute (Cardamine hirsuta) ainsi que l'Alliaire officinale (Alliaria petiolata), le Sisymbre officinal (Sisymbrium officinale), la Moutarde sauvage (Sinapis arvensis), la Lunaire annuelle (Lunaria annua), la Barbarée commune (Barbarea vulgaris) et diverses plantes voisines,.

## Distribution et biotopes

### Aire de répartition
L'Aurore est présent dans toute l'Europe sauf la partie arctique et dans toute l'Eurasie jusqu'au Japon excepté certaines îles méditerranéennes.
L'Aurore est présent dans tous les départements de France métropolitaine.

### Biotopes
L'Aurore se retrouve dans tous les milieux fleuris, prairies, lisières de bois, talus herbeux, bermes des routes jusqu'à 1 800 mètres d'altitude.

## Systématique
L'espèce Anthocharis cardamines a été décrite par le naturaliste suédois Carl von Linné en 1758, sous le nom initial de Papilio cardamines.

### Sous-espèces
- Anthocharis cardamines alexandra (Hemming, 1933)
- Anthocharis cardamines britannica (Verity, 1908) présente en Angleterre
- Anthocharis cardamines hibernica (Williams, 1916) présente en Irlande[7]
- Anthocharis cardamines hayashii(Matsumura, 1925)
- Anthocharis cardamines isshikii (Fujioka, 1970)
- Anthocharis cardamines kobayashii (Matsumura, 1925)
- Anthocharis cardamines koreana (Matsumura, 1937)
- Anthocharis cardamines meridionalis (Verity, 1908)
- Anthocharis cardamines phoenissa (Kalchberg, 1894)
- Anthocharis cardamines progressa (Sovinsky, 1905)
- Anthocharis cardamines septentrionalis (Wnukowsky, 1927)[4].

## Protection
Pas de statut de protection particulier.